# Empire allemand
Cet article concerne le « Deuxième Reich » (1871-1918). Pour le « Premier Reich » (962-1806), voir Saint-Empire romain germanique. Pour l'Allemagne nazie (1933-1945), voir Troisième Reich.
Pour l'éphémère « Empire allemand » de la révolution de Mars, voir Empire allemand (1848-1849).
Pour les articles homonymes, voir Reich allemand et Reich.
18 janvier 1871 – 9 novembre 1918
(47 ans, 9 mois et 22 jours)
Entités précédentes :
- Confédération de l'Allemagne du Nord
- Royaume de Bavière
- Royaume de Wurtemberg
- Royaume de Saxe
- Grand-duché de Bade
- Grand-duché de Hesse
- République française (Alsace-Moselle)
- Royaume-Uni (Heligoland)

Entités suivantes :
- République de Weimar
- République française (Alsace-Moselle)
- Royaume de Belgique (Eupen-Malmedy ; 1920)
- République de Pologne (voïvodies de Poméranie, de Posnanie et de Silésie ; 1919)

L'Empire allemand (en allemand : Deutsches Kaiserreich) est le régime politique de l'Allemagne de 1871 à 1918. État-nation historique de l'Allemagne, l'Empire allemand est une monarchie parlementaire autoritaire avec une organisation territoriale fédérale.
Ce régime suit la dissolution de la Confédération germanique (1815-1866). Après la constitution de la confédération de l'Allemagne du Nord (1867-1871), la politique d'Otto von Bismarck voit la création de l'Empire allemand comme l'aboutissement de la formation d'un régime impérial dominé par le royaume de Prusse et la maison de Hohenzollern, et indépendant de l'Autriche. C'est la solution petite-allemande (Kleindeutsche Lösung) qui parachève l'unité allemande. Le roi de Prusse Guillaume Ier est proclamé empereur dans la galerie des Glaces du château de Versailles le 18 janvier 1871, après la victoire de l'Allemagne contre la France de Napoléon III à l'issue de la guerre franco-prussienne. La date de proclamation, le 18 janvier, choisie personnellement par le roi Guillaume Ier, est le jour-anniversaire du premier couronnement, celui de l'électeur Frédéric III de Brandebourg, couronné « roi en Prusse » en 1701.
Sur le plan politique, économique et social, l'Allemagne impériale est marquée par le développement d'une industrie de pointe, elle passe d'un État rural à un État industrialisé, et le système politique très décentralisé laisse la place à un ensemble avec une forte concentration des pouvoirs. Le secteur tertiaire se développe, le commerce et la finance prennent une place plus importante. Les réparations de guerre de la France encouragent ce développement, qui sera toutefois temporairement ralenti par le krach de 1873. La place de l'artisanat et de l'agriculture baisse dans le calcul du PIB. Les changements sociaux principaux de cette période sont l'exode rural, l'urbanisation et la croissance démographique. Cependant, la noblesse garde son prestige et sa mainmise dans la diplomatie, l'armée, la politique et la haute administration.
Le développement des politiques intérieure et extérieure se fait sous l'impulsion du chancelier impérial Otto von Bismarck jusqu'en 1890. Cette période est considérée comme une phase relativement libérale du régime : des réformes intérieures sont menées, le Kulturkampf (le combat pour un idéal de société) permet une indépendance de l'Allemagne vis-à-vis des autorités religieuses catholiques, malgré un tournant conservateur en 1878-1879 avec notamment l'adoption de lois antisocialistes. L’État reste interventionniste et met en place des mesures de protectionnisme économique et un système de sécurité sociale. Dans le domaine de la politique internationale, Bismarck met en place un système complexe d'alliances avec les États voisins afin de maintenir l'Empire allemand en position de force face à la France.
En 1890, Bismarck est contraint à la démission. Le nouvel empereur Guillaume II mène un règne plus personnel, même s'il reste sous l'influence d'autres personnalités. Ses décisions prennent parfois une tournure incohérente ou imprévisible. Cette période est appelée fréquemment « ère wilhelminienne ».
La montée d'organisations et de partis de masse ainsi que l'importance croissante de la presse renforce le poids de ces derniers dans l'opinion publique. En réaction, le gouvernement mène une politique d'expansion coloniale et d'armement de la flotte très populaires pour compenser des politiques générales anti-sociales-démocrates. L'Allemagne renforce sa domination maritime et devient une puissance rivale des autres puissances coloniales dans le partage du monde, notamment avec le Royaume-Uni. Mais elle reste isolée, ce qui n'éloigne donc pas le risque d'une guerre. Le jeu d'alliances dessert la stabilité de l'Europe en 1914. Première puissance militaire européenne, l'Empire allemand, contraint de gérer simultanément plusieurs fronts au cours de la Première Guerre mondiale, est vaincu en 1918 et perd le soutien de la population.
L'Empire allemand prend fin le 9 novembre 1918, par l'abdication de l'empereur Guillaume II et la proclamation de la république de Weimar, deux jours avant l'armistice qui met fin à la Première Guerre mondiale.

## Dénominations
En allemand, « Deutsches Reich », traduit en français par Empire allemand ou par Empire germanique peut renvoyer :
- au Saint-Empire romain germanique (962-1806), en allemand « Heiliges römisches Reich deutscher Nation » ;
- à l’Empire allemand (1871-1918), parfois appelé Deuxième Reich afin de le placer dans la continuité du Saint-Empire, de fait le Premier Reich ;
- à la république de Weimar (1919-1933[a]), de façon formelle (la Constitution de Weimar est officiellement nommée Verfassung des Deutschen Reichs) ;
- à l’Allemagne nazie (1933-1945), appelée Troisième Reich (« Drittes Reich »), voire Reich Grand-Allemand (« Großdeutsches Reich ») à partir de 1943.

Aujourd'hui, si le terme « Reich » évoque en français pour la plupart des personnes le Troisième Reich, il sert tout autant dans la littérature historique à désigner l'Empire allemand. Sans précisions supplémentaires, « Empire allemand » désigne le régime politique de l'Allemagne de 1871 à 1918.
Pour désigner l'Allemagne de la période de 1871 à 1918 sous ses aspects culturels et sociaux, le terme d’Allemagne wilhelminienne est également utilisé, ce en référence aux noms des empereurs Guillaume Ier (en allemand : « Wilhelm I. ») et Guillaume II (« Wilhelm II. »), deux des trois empereurs de cette période.

## Histoire

### La période de fondation
La fondation de l'Empire allemand (deutsche Reichsgründung) est effective le 1er janvier 1871,,, avec l'entrée en vigueur de la constitution provisoire publiée la veille.
Le rapport entre la confédération de l'Allemagne du Nord et l'Empire allemand est le sujet d'une controverse doctrinale opposant les défenseurs de la « continuité » (Rechtskontinuität) d'un même État à ceux de la « succession » (Rechtsnachfolge) de deux États.
L'Empire allemand résulte d'une extension de la confédération de l'Allemagne du Nord, mise en place en 1867 après la paix de Prague et dont la constitution est légèrement remaniée afin à la fois d'incorporer les États allemands du Sud du Main, mais aussi de donner une forme explicitement monarchique à la confédération.
Par les traités dits de novembre, les royaumes de Bavière et de Wurtemberg ainsi que les grands-duchés de Bade et, pour la partie située au sud du Main, de Hesse, adhèrent à la confédération. Le traité entre la confédération de l'Allemagne du Nord, le grand-duché de Bade et celui de Hesse, est signé à Versailles le 15 novembre 1870, le traité de Berlin du 25 novembre 1870, le traité de Versailles du 23 novembre 1870.
Le 18 janvier 1871, « le jour le plus triste de ma vie », selon le mot du futur empereur, l’Empire allemand est proclamé dans la galerie des Glaces du château de Versailles, à la faveur de la défaite de la France. Guillaume Ier, roi de Prusse, devient empereur allemand. La date choisie est symbolique puisqu'elle correspond au 170e anniversaire du couronnement de Frédéric Ier comme roi en Prusse, le 18 janvier 1701.
On appelle « période de fondation » (Gründerzeit) la période correspondant au règne de Guillaume Ier, jusqu’en 1888, et au mandat d’Otto von Bismarck comme chancelier impérial.
Dès sa création, l’Empire est marqué par des crises graves. Bismarck voit un peu partout des ennemis du nouveau régime : les catholiques regroupés dans le parti du Zentrum et contre lequel il mène le Kulturkampf ; les Polonais de la province de Posnanie ; les Français d’Alsace-Lorraine ; la Légion guelfe (en) du Hanovre ; les socialistes qui se forment en Parti social-démocrate (SPD). Après deux attentats contre l’empereur en 1878 commis par des individus agissant seuls, Bismarck fait voter par les conservateurs et les libéraux du Reichstag, le 18 octobre 1878, une loi qui interdit les associations socialistes, social-démocrates ou communistes visant le « renversement de l’autorité de l’État ou de l’ordre social établis », ainsi que leurs journaux, leurs rassemblements et leurs membres qui sont menacés d’exil.
En même temps, Bismarck mène une politique sociale visant à apaiser certaines revendications sociales et à diminuer l’audience de la social-démocratie : le 15 juin 1883, la loi sur l’assurance maladie est adoptée, puis en 1889 celle sur l'invalidité et la vieillesse.

### Les successeurs de Bismarck

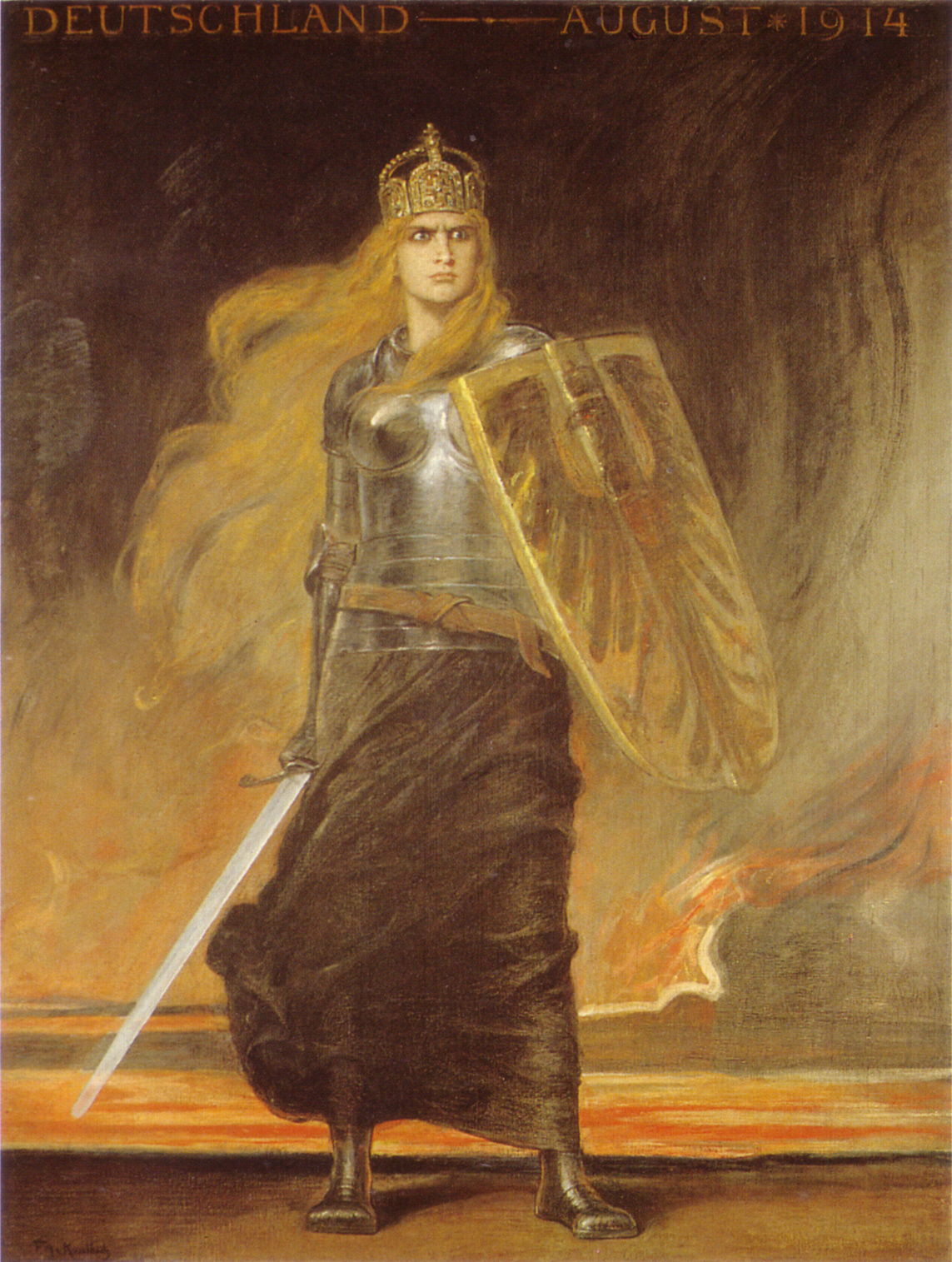
Germania, l'allégorie nationale allemande, à la rescousse de la mère patrie entrant dans la Première Guerre mondiale, sur une peinture de Friedrich August von Kaulbach en 1914. La légitimation donnée par le pangermanisme se heurte à l'esprit de revanche nourri par les Français.

Le 9 mars 1888, Guillaume Ier meurt à l’âge de 90 ans. Son fils Frédéric III, déjà atteint d’une maladie incurable, lui succède sur le trône et meurt après 99 jours de règne le 15 juin. Son successeur, Guillaume II, âgé de 29 ans et petit-fils de Guillaume Ier, accède alors au trône. On appellera cette année « l’année des Trois Empereurs ». Le règne de Guillaume II est marqué par la primauté de l’empereur dans la politique (wilhelminisme), notamment en politique extérieure où la prudence bismarckienne cède le pas à la Weltpolitik.
Le 18 mars 1890, Bismarck soumet une demande de mise en congé à l’empereur en raison du conflit qui les oppose en politique extérieure. Deux jours plus tard, le 20 mars 1890, il est démis de ses fonctions de chancelier impérial et de ministre-président de la Prusse, et le général Leo von Caprivi lui succède.
Le chancelier Caprivi ne prolonge pas la loi antisocialiste.
Dans les dernières semaines du régime, le parlementarisme sera instauré par la réforme d'octobre 1918.

### La chute de l’Empire
Deux jours avant la fin des hostilités de la Première Guerre mondiale, la « révolution de Novembre » provoque la chute du régime impérial. Le 9 novembre 1918, le chancelier Maximilian von Baden, après avoir décrété l’abdication de l’empereur Guillaume II et la renonciation au trône du prince héritier Wilhelm (techniquement, Guillaume III), démissionne et transmet ses pouvoirs à Friedrich Ebert, chef des sociaux-démocrates majoritaires. Le même jour, la république est proclamée par Philipp Scheidemann et la république socialiste par Karl Liebknecht.

## Les drapeaux

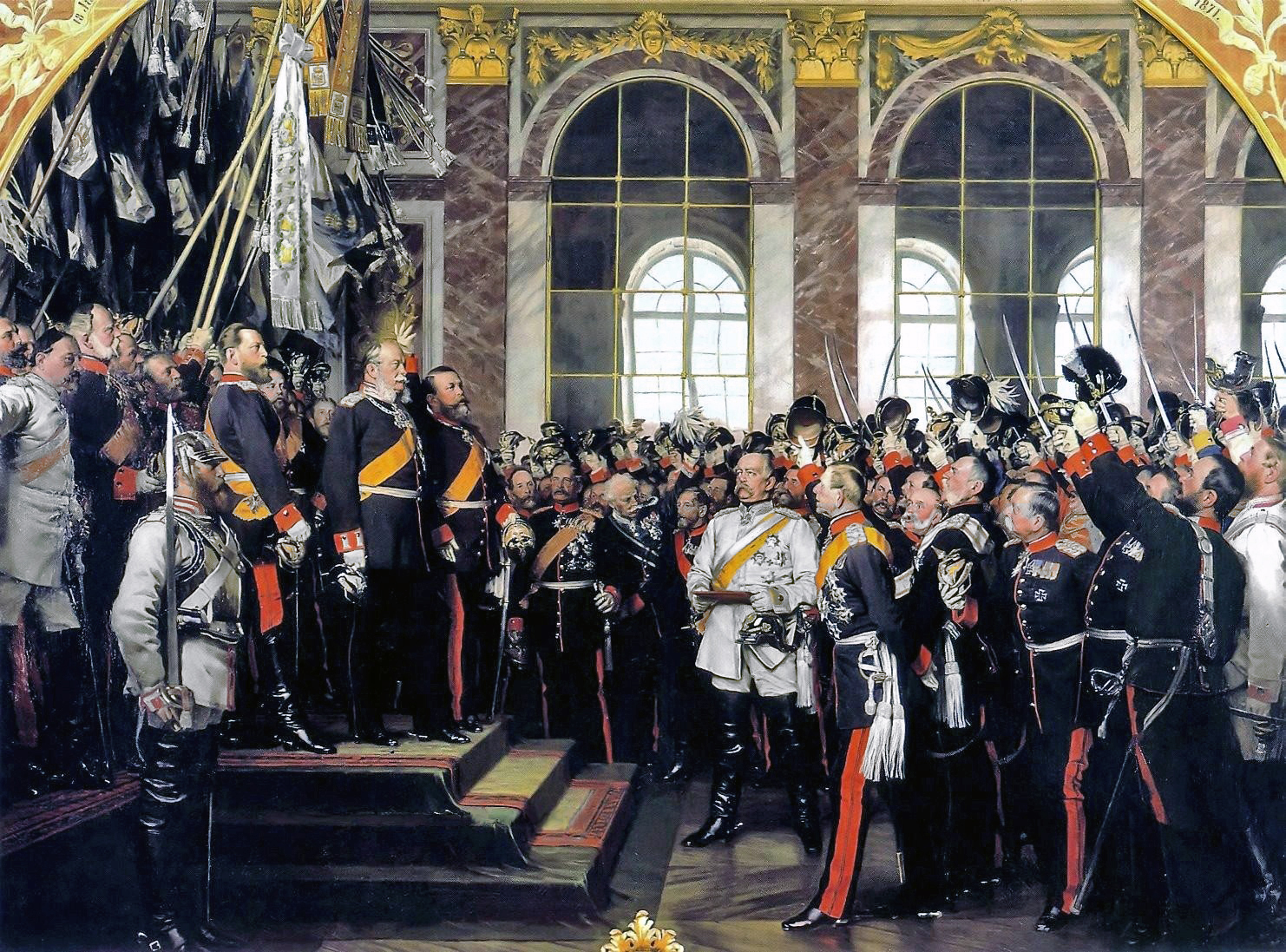
La Proclamation de l’Empire au château de Versailles, dans la galerie des Glaces, le 18 janvier 1871, peinte par Anton von Werner. Au centre, en uniforme blanc, Bismarck.

Le drapeau de l'Empire allemand est également celui de la confédération d'Allemagne du Nord. Il unit les couleurs de la Prusse (le noir et le blanc, originellement les couleurs de l'Ordre Teutonique) et de la Ligue hanséatique (le rouge et le blanc, originellement les couleurs du Saint-Empire romain germanique et du drapeau du Christ).
Le tricolore horizontal noir, blanc et rouge correspondait à la « politique de fer et de sang » du chancelier Otto von Bismarck.
Lors de la proclamation de l'Empire allemand, on vit le développement de nombreux drapeaux basés sur le tricolore noir, blanc et rouge, notamment des pavillons maritimes, des drapeaux coloniaux, des drapeaux officiels, des bannières royales et impériales.
Après avoir cherché à résoudre les profondes divergences d'opinion du public sur la question du drapeau, on en vint à un compromis, qui essayait d'exprimer des différences politiques inconciliables à l'aide de symboles communs. Le drapeau civil adopté fut le tricolore noir, blanc et rouge ; le drapeau d'État était le même, avec les armes de l'Empire au centre. Ces armes étaient constituées de l'aigle noir traditionnel avec des attributs rouges dans un écusson d'or.
Les bannières personnelles de la famille impériale avec le champ jaune d'or, les croix noires et l'écu médiéval au centre étaient utilisées lors des grandes occasions ou des déplacements impériaux (comme la visite de Guillaume II à Damas).
Inspiré du modèle de drapeau prussien, l'Empire allemand met la croix de fer sur certains de ses drapeaux, dont le drapeau de l'empereur, celui de l'État et celui de l'Armée. Sur le drapeau de l'empereur, on peut voir la croix avec, en son centre, le blason de l'Empire et, sur ses extrémités, la devise allemande : Gott mit uns (« Dieu est avec nous »). Le drapeau de l'Armée, ayant une croix traversante noire, tirant un peu vers la droite, et ayant en son centre un cercle dans lequel se trouve l'aigle impérial, a la croix de fer dans un canton aux couleurs nationales.

Drapeau national et drapeau du commerce allemand.
Étendard de l'empereur.
Drapeau de guerre de la Marine impériale allemande.
Pavillon de beaupré des navires de guerre de Marine impériale allemande.
Drapeau de service d'État pour la Marine impériale allemande.

## Territoire

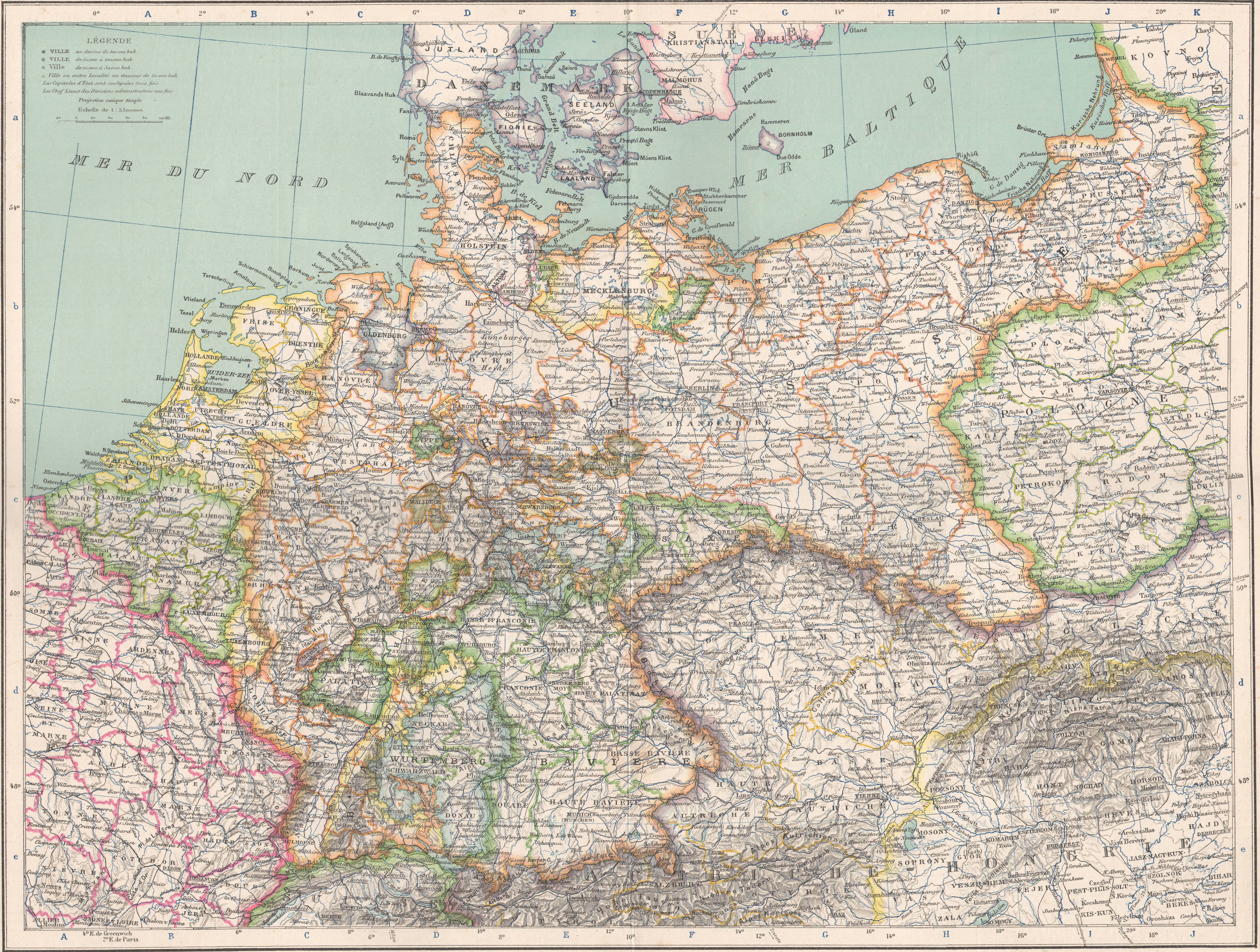
Territoires de l'Empire allemand en 1887 (carte en français).

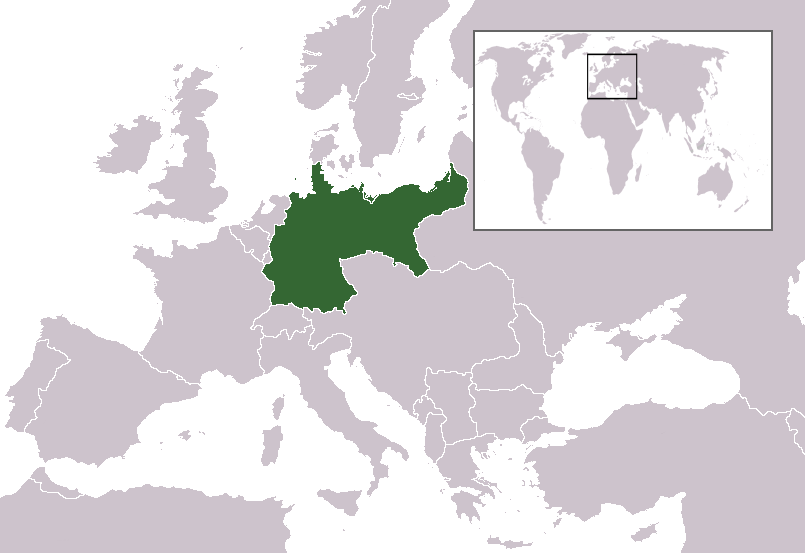
Position de l'Empire allemand en Europe.

En 1900, le Reich couvrait une superficie de 540 667 km2. Il occupait le Nord et l’Ouest de l’Europe centrale, entre la mer (mer du Nord et mer Baltique) et les Alpes, entre les Vosges et le Niémen à l’est. Il était entouré au nord par le Danemark, à l’est par la Russie, à l’ouest par les Pays-Bas, la Belgique, le Luxembourg et la France, et au sud par la Suisse et l’Autriche-Hongrie.
Par sa superficie, l'Empire allemand était le troisième des États européens après la Russie et l’Autriche-Hongrie (la France, amputée de l'Alsace-Lorraine, n'avait plus quant à elle qu'une superficie de 530 000 km2). Mais, contrairement à la Russie, l'Allemagne avait un bon climat et une bonne gestion de son territoire et, contrairement à l'Autriche-Hongrie, l'Allemagne se trouvait sur le plateau central européen et disposait de nombreux accès maritimes.
Sa position au centre est un avantage autant qu'un inconvénient. Le Reich est au carrefour des flux commerciaux ouest-est. Il contrôle donc les flux de marchandises qui vont de Paris à Saint-Pétersbourg ou de Moscou à Amsterdam. Cependant, cette situation centrale révèle ses inconvénients lors de la Première Guerre mondiale, l'Allemagne se trouvant encerclée par l'alliance franco-russe.
Le territoire fédéral comprend deux enclaves en Suisse : la commune badoise de Büsingen et le Verenahof de la commune badoise de Wiechs.

### Capitale
La capitale de l'Empire est Berlin, déjà capitale du royaume de Prusse. Le siège de la Cour des comptes de l'Empire (Rechnungshof des Deutschen Reiches) est à Potsdam ; le siège du Tribunal de l'Empire (Reichsgericht) — cour suprême de l'ordre judiciaire qui succède, le 1er octobre 1879, au Tribunal supérieur de commerce de l'Empire (Reichsoberhandelsgericht) — est à Leipzig.

## Édifice institutionnel
La construction politique voulue par Bismarck étend la constitution de la confédération d'Allemagne du Nord aux États au sud de la rivière Main, garantissant aux États fédérés une certaine autonomie interne dans un cadre fédéral.

### Constitution
L'Empire allemand est un « État-nation incomplet » : il ne réalise l'unité allemande que dans le cadre de la solution petite-allemande (kleindeutsche Lösung). C'est un État fédéral, asymétrique et monarchique, dont les vingt-cinq États membres sont, d'après les articles 1er et 6 de Constitution du 16 avril 1871 :
- les quatre royaumes de Prusse, de Bavière, de Saxe et de Wurtemberg ;
- les six grands-duchés de Bade, de Hesse, de Mecklembourg-Schwerin, de Mecklembourg-Strelitz, d'Oldenbourg et de Saxe-Weimar-Eisenach ;
- les cinq duchés d'Anhalt, de Brunswick, de Saxe-Altenbourg, de Saxe-Cobourg et Gotha et de Saxe-Meiningen ;
- les sept principautés de Lippe, de Reuss branche aînée, de Reuss branche cadette, de Schaumbourg-Lippe, de Schwarzbourg-Rudolstadt, de Schwarzbourg-Sondernshausen et de Waldeck ;
- les trois villes libres et hanséatiques de Hambourg, Brême et de Lübeck.

Ces États fédérés sont tous des monarchies, à l'exception des trois villes hanséatiques. Les 25 États de l'Empire allemand, présidé par un « empereur allemand », exercent sur leur territoire la souveraineté et leurs monarques sont les détenteurs de la puissance publique, reconnue par la constitution impériale.
Quelques auteurs — tels August von Bulmerincq (1822-1890) et Frédéric de Martens (1845-1909) — ont soutenu que l'Empire allemand était une confédération d'États. Un auteur isolé — Albert von Ruville (1855-1934) — a soutenu que l'Empire allemand était un État unitaire.
L'Alsace-Lorraine est dotée d'un statut particulier, la « région d'Empire » (Reichsland Elsaß-Lothringen), avant de devenir le 26e État fédéré, doté d'une constitution propre, à partir du 31 mai 1911.

### L'empereur
La constitution de l'Empire fait du roi de Prusse, président de la Confédération germanique, un empereur allemand en vertu de son article 11, dépositaire de la souveraineté dans le seul royaume de Prusse, chaque monarque, ou dans le cas des villes libres, chaque Sénat l'exerce sur son territoire.
Le titre officiel d'Empereur allemand (deutscher Kaiser) est l'unique titre honorifique que la constitution impériale du 16 avril 1871 confère au roi de Prusse, en tant que porteur (Träger) de la Couronne de Prusse. C'est un titre de fonction (Amtstitel). Il a été établi à l'initiative du roi Louis II de Bavière. Il a été substitué à trois titres que la constitution nord-allemande du 1er juillet 1867 distinguait : celui de président (Präsidium) de la fédération, celui de généralissime (Bundesfeldherr) de l'armée de la fédération et celui de commandant suprême de la marine militaire de la fédération.
Le seul pouvoir réel dont dispose l'empereur est la nomination du chancelier fédéral, responsable devant lui seul ; de plus, roi dans un cadre constitutionnel, il dispose du pouvoir de convoquer ou de proroger le Reichstag et le Reichsrat, ainsi que de la possibilité de clore leur session, mais ne dispose pas de droit de veto pour les lois adoptées par les chambres du parlement ; il veille également à l'application des lois de l'Empire et au bon fonctionnement de l'administration impériale.
À ces prérogatives restreintes sur le plan intérieur, l'empereur ajoute un certain nombre de prérogatives sur le plan international, celui de déclarer la guerre, de signer des traités de paix, ou de recevoir les ambassadeurs accrédités auprès de lui.
De même, chargé de la politique étrangère de la fédération, il exerce le commandement des forces armées de l'Empire.

### Le chancelier et le gouvernement
Dépendant directement de l'empereur, le chancelier impérial est nommé directement par ce dernier. Irresponsable devant les chambres, il est cependant garant du bon fonctionnement des institutions, en tant que président du Bundesrat.
Seul ministre reconnu par la constitution fédérale, le chancelier s'entoure rapidement de secrétaires d'États en nombre sans cesse croissant, des offices impériaux. On en compte deux en 1871, le Reichskanzleramt, chargé du Commerce, des Finances fédérales, de la Justice et des Postes, et l'Auswartiges Amt, chargé de la Politique étrangère de l'Empire. À partir de 1872, la chancellerie du Reich s'entoure de secrétaires d'État dans des domaines de plus en plus variés : Marine (1872), Chemins de fer (1873), Postes (1876-1880), Justice (1877), Intérieur, compétent également pour les Affaires économiques et sociales (1879), Trésor (1879) et Colonies (1906).
La loi du 13 mars 1878 introduit des modifications dans l'édifice gouvernemental, permettant la création, en 1897, de services administratifs centraux, les Reichsämter ; ces derniers prennent rapidement la direction des affaires centrales, notamment la rédaction des lois soumises aux parlement. À partir des années 1880, les chefs de ces Reichsämter siègent au cabinet prussien avec voix délibérative, permettant la prise en compte des intérêts de la confédération dans la gestion gouvernementale du principal des États de l'Empire.
Dans les faits, le chancelier exerce les fonctions de chancelier du royaume de Prusse, sauf entre 1892 et 1894, période durant laquelle Leo von Caprivi doit abandonner le ministère prussien. Il s'appuie sur le cabinet prussien dans la préparation des lois impériales : pour la majeure partie d'entre elles, ces lois sont rédigées par le cabinet prussien.

### Le parlement

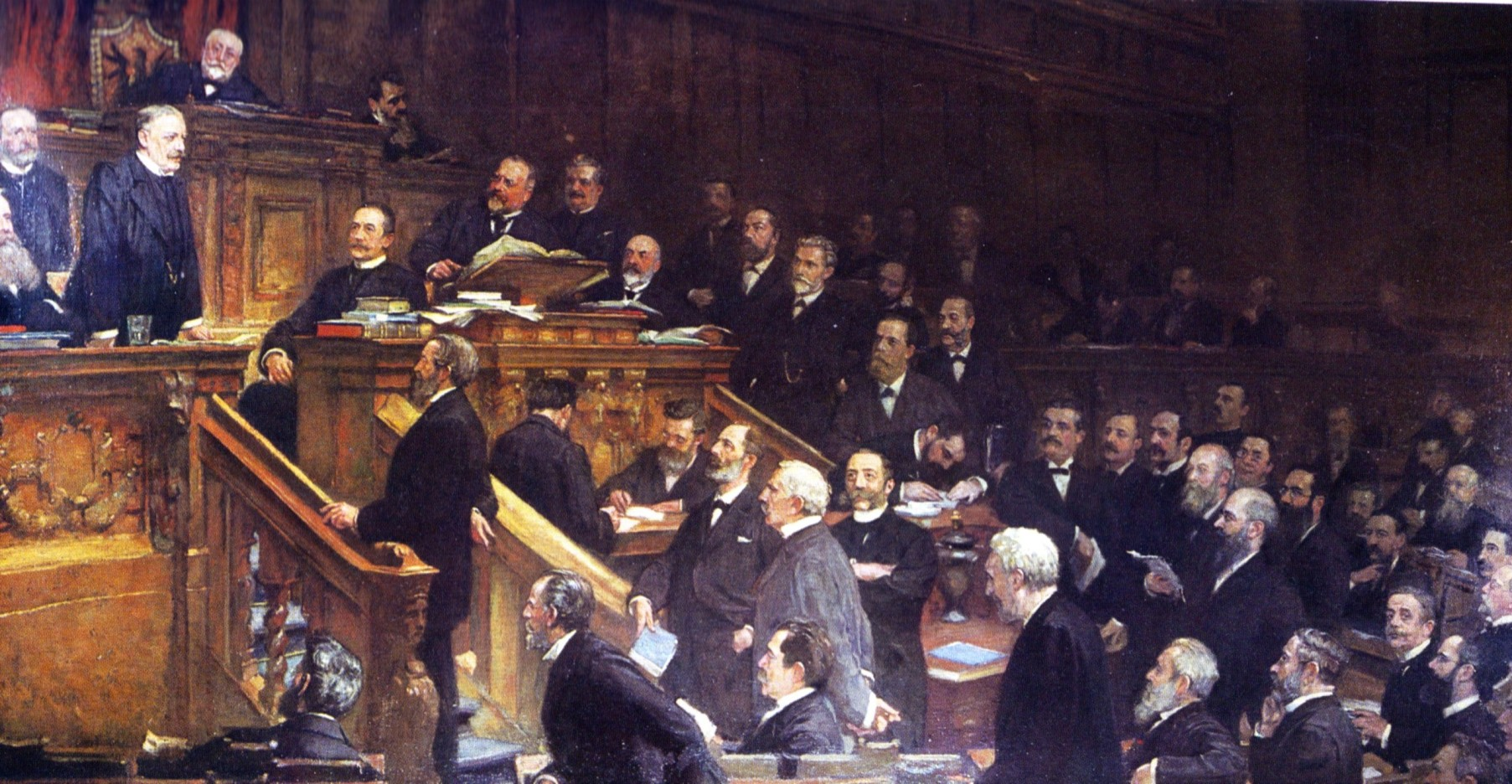
Séance au Reichstag en 1905 (peinture de Georg Waltenberger).

À côté du gouvernement, le parlement impérial vote les lois devant s'appliquer dans tout l'Empire. De ce fait, il constitue un autre facteur d'unité au sein du Reich confédéral.
Cependant, ce calcul se révèle vite erroné, les parlementaires dans leur totalité se positionnant rapidement en faveur de l'extension des droits du parlement impérial.
Composé de 397 membres, les membres du Reichstag sont élus pour trois, puis cinq ans après une loi d'Empire de 1888. Les députés du Reichstag sont élus au suffrage universel uninominal à un tour, un second tour étant organisé en cas de ballottage,. Au sein des États fédérés, les constitutions garantissent l'existence de chambre basse, mais les modalités de leur élection sont fixées par les constitutions de chacun des États : la composition de la chambre basse de chaque État peut ainsi ne pas se refléter dans la composition de la représentation envoyée par les électeurs de cet État au Reichstag.
Le parlement vote les lois de l'Empire ; il dispose également de la capacité d'amender les lois proposées par le chancelier fédéral. Aucun texte de loi ne pouvant être adopté sans l'accord du parlement, la chambre basse prend une importance de plus en plus grande dans le fonctionnement de l'Empire, dès la première législature, durant laquelle est transposé au cadre issu de la proclamation de l'Empire un certain nombre de dispositions adoptées par la confédération de l'Allemagne du Nord.
De plus, le parlement vote le budget annuel de l'Empire, à l'exception du budget dans le cadre d'une programmation pluriannuelle, d'abord quadriennale, puis septennale à partir de 1874, puis quinquennale à partir de 1893.

### Les États fédérés
| État fédéré                               | Régime     | Capitale      | Superficie en km² (1910) | Population (1871) | Population (1900) | Population (1910) | Voix au Bundesrat | Sièges au Reichstag |
| ----------------------------------------- | ---------- | ------------- | ------------------------ | ----------------- | ----------------- | ----------------- | ----------------- | ------------------- |
| Royaume de Prusse                         | Monarchie  | Berlin        | 348 780                  | 24 691 085        | 34 472 509        | 40 165 219        | 17                | 236                 |
| Royaume de Bavière                        | Monarchie  | Munich        | 75 870                   | 4 863 450         | 6 524 372         | 6 887 291         | 6                 | 46                  |
| Royaume de Wurtemberg                     | Monarchie  | Stuttgart     | 19 507                   | 1 818 539         | 2 169 480         | 2 437 574         | 4                 | 17                  |
| Royaume de Saxe                           | Monarchie  | Dresde        | 14 993                   | 2 556 244         | 4 202 216         | 4 806 661         | 4                 | 23                  |
| Grand-duché de Bade                       | Monarchie  | Karlsruhe     | 15 070                   | 1 461 562         | 1 867 944         | 2 142 833         | 3                 | 14                  |
| Grand-duché de Mecklembourg-Schwerin      | Monarchie  | Schwerin      | 13 127                   | 557 707           | 607 770           | 639 958           | 2                 | 6                   |
| Grand-duché de Hesse                      | Monarchie  | Darmstadt     | 7 688                    | 852 894           | 1 119 893         | 1 282 051         | 3                 | 3 + 6               |
| Grand-duché d'Oldenbourg                  | Monarchie  | Oldenbourg    | 6 429                    | 314 591           | 399 180           | 483 042           | 1                 | 3                   |
| Grand-duché de Saxe-Weimar-Eisenach       | Monarchie  | Weimar        | 3 610                    | 286 183           | 362 873           | 417 149           | 1                 | 3                   |
| Grand-duché de Mecklembourg-Strelitz      | Monarchie  | Neustrelitz   | 2 929                    | 96 982            | 102 602           | 106 442           | 1                 | 1                   |
| Duché de Brunswick                        | Monarchie  | Brunswick     | 3 672                    | 312 170           | 464 333           | 494 339           | 2                 | 3                   |
| Duché de Saxe-Meiningen                   | Monarchie  | Meiningen     | 2 468                    | 187 957           | 250 731           | 278 762           | 1                 | 2                   |
| Duché d'Anhalt                            | Monarchie  | Dessau        | 2 299                    | 203 437           | 316 085           | 331 128           | 1                 | 2                   |
| Duché de Saxe-Cobourg et Gotha            | Monarchie  | Cobourg/Gotha | 1 977                    | 174 339           | 229 550           | 257 177           | 1                 | 2                   |
| Duché de Saxe-Altenbourg                  | Monarchie  | Altenbourg    | 1 324                    | 142 122           | 194 914           | 216 128           | 1                 | 1                   |
| Principauté de Lippe                      | Monarchie  | Detmold       | 1 215                    | 111 135           | 138 952           | 150 937           | 1                 | 1                   |
| Principauté de Waldeck-Pyrmont            | Monarchie  | Arolsen       | 1 121                    | 56 224            | 57 918            | 61 707            | 1                 | 1                   |
| Principauté de Schwarzbourg-Rudolstadt    | Monarchie  | Rudolstadt    | 941                      | 75 523            | 93 059            | 100 702           | 1                 | 1                   |
| Principauté de Schwarzbourg-Sondershausen | Monarchie  | Sondershausen | 862                      | 67 191            | 80 898            | 89 917            | 1                 | 1                   |
| Principauté Reuss branche cadette         | Monarchie  | Gera          | 827                      | 89 032            | 139 210           | 152 752           | 1                 | 1                   |
| Principauté de Schaumbourg-Lippe          | Monarchie  | Bückeburg     | 340                      | 32 059            | 43 132            | 46 652            | 1                 | 1                   |
| Principauté de Reuss branche aînée        | Monarchie  | Greiz         | 316                      | 45 094            | 68 396            | 72 769            | 1                 | 1                   |
| Ville libre et hanséantique de Hambourg   | République | Hambourg      | 414                      | 338 974           | 768 349           | 1 014 664         | 1                 | 3                   |
| Ville libre et hanséatique de Lübeck      | République | Lübeck        | 298                      | 52 158            | 96 775            | 116 599           | 1                 | 1                   |
| Ville libre et hanséatique de Brême       | République | Brême         | 256                      | 122 402           | 224 882           | 299 526           | 1                 | 1                   |
| Terre d'Empire d'Alsace-Lorraine          | Monarchie  | Strasbourg    | 14 522                   | 1 549 738         | 1 719 470         | 1 874 014         | 3                 | 15                  |
| Empire allemand                           | Monarchie  | Berlin        | 540 858                  | 41 058 792        | 56 367 178        | 64 925 993        | 61                | 397                 |

## Religion, sciences et universités

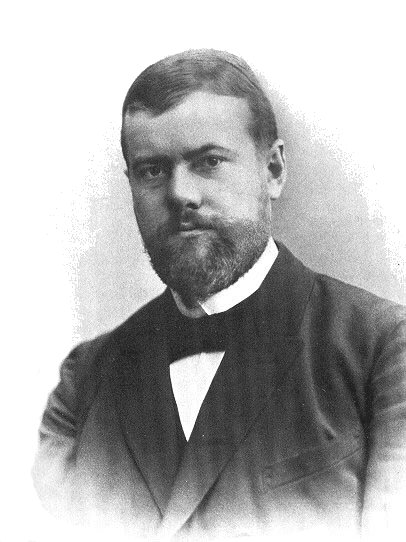
Max Weber en 1894.

Dans l'Empire allemand, la religion constituait l'un des principaux repères culturels selon lesquels les individus et la collectivité interprétaient et ordonnaient leur vie et la réalité sociale. Or, les sciences modernes venaient désormais flanquer la religion et parfois s'y substituer. Leur importance croissante était en grande partie due à l'expansion fulgurante des universités. Aux dix-neuf universités déjà existantes en 1871 vinrent s'ajouter celles de Strasbourg, de Münster et de Francfort-sur-le-Main ainsi que 11 écoles techniques d'enseignement supérieur, issues des anciennes écoles polytechniques. Le nombre des enseignants et des étudiants connut une croissance encore plus marquée.
L'orientation des sciences sur la recherche, caractéristique du monde universitaire allemand depuis la réforme de l'université entreprise au début du XIXe siècle par Wilhelm von Humboldt, se poursuivit sous de nouvelles formes avec la fondation en 1911 de la Société Kaiser-Wilhelm et la création de quatre instituts de recherche fondamentale. C'est ainsi que, notamment dans les domaines de la physique et de la chimie, des hommes de sciences allemands occupèrent dès 1900 une position de premier rang au niveau mondial. Max Planck (1858-1947), le père de la physique quantique, et Albert Einstein (1879-1955), avec sa théorie de la relativité, bousculèrent les fondements de l'espace, du temps et de la matière, ouvrant la voie à la cosmologie moderne. Le zoologue Ernst Haeckel (1834-1919) contribua beaucoup par ses écrits à la diffusion de la théorie de l'évolution. Georg Simmel (1858-1918) et Max Weber (1864-1920) donnèrent des impulsions déterminantes pour l'interprétation de la société moderne et posèrent les fondements de la sociologie allemande.
Néanmoins, les antagonismes religieux entre catholiques et protestants ont contribué pour une part notable à la fragmentation de la société et du monde politique, entravant le développement d'une culture de la reconnaissance mutuelle et du compromis, si importante pour la mise en place d'une démocratie pluraliste.

## Boom démographique

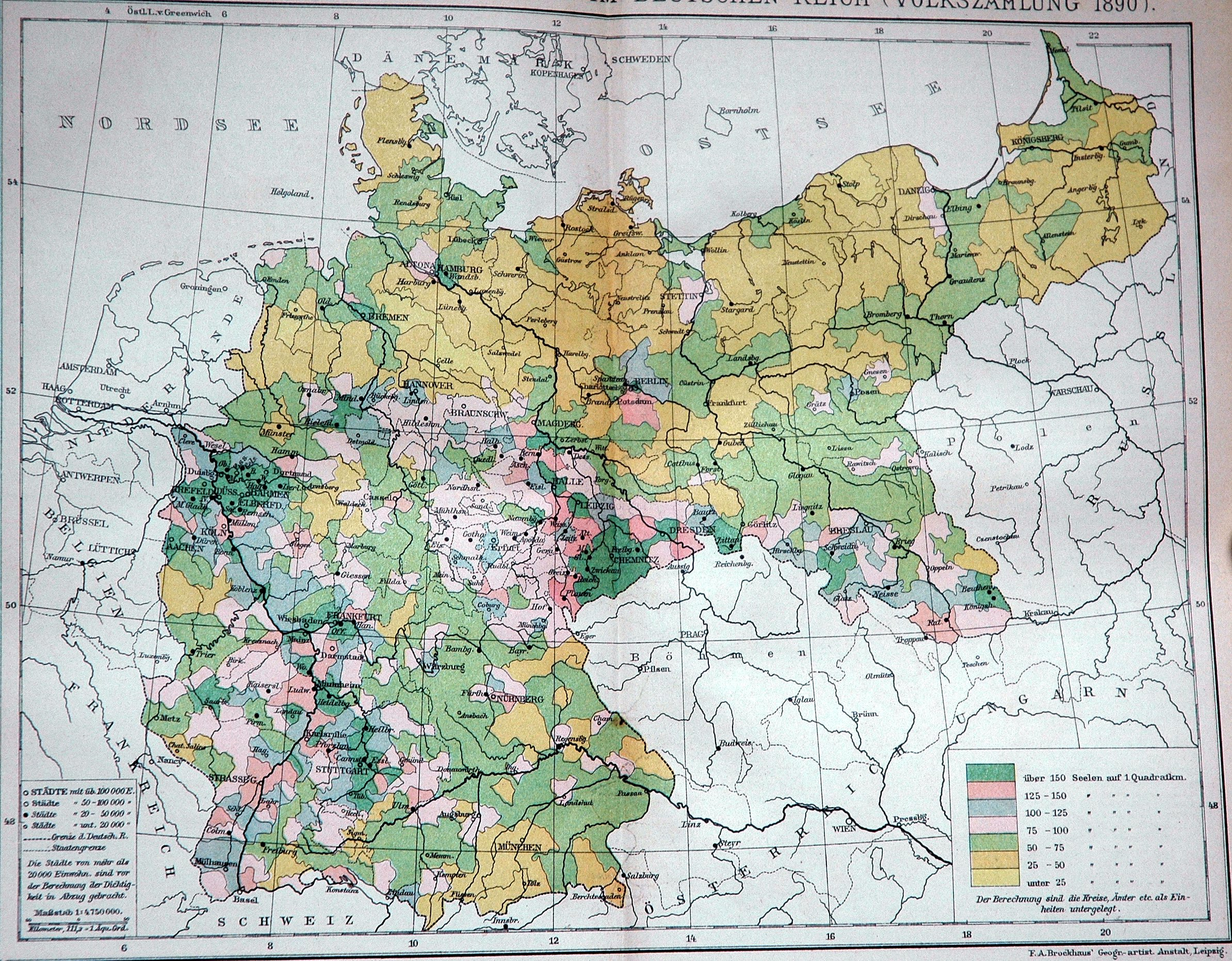
Carte de la densité de population dans l'Empire.

L'Empire allemand avait une population de 56,3 millions d’habitants en 1900 et de 64,9 millions en 1910. Pourtant, le taux de natalité baisse : il passe de 35,6 pour mille en 1900 à 27,5 pour mille en 1913, tout comme la mortalité qui passe de 23 pour mille à 15 pour mille. La densité moyenne était de 120 habitants par km² contre 75,9 en 1871. La population est une population jeune : en 1910, 34 % des Allemands ont moins de 15 ans, alors que le quart seulement des Français appartient à cette tranche d'âge.
Les transformations économiques ont provoqué une véritable redistribution de la population. Ce sont surtout les régions rurales de l'Est et de l'Allemagne moyenne qui ont déversé leur trop-plein vers Berlin, la Rhénanie-Westphalie et les ports de la mer du Nord et de la mer Baltique.
Les migrations intérieures gonflent la population urbaine : 60 % des Allemands vivent, en 1910, dans des localités de plus de 2 000 habitants. Les 48 villes de plus de 100 000 habitants (dont Berlin, Hambourg, Brême, Munich, Dresde, Stettin, Rostock et Cologne) rassemblent le cinquième de la population totale.
L'expansion économique explique le ralentissement, de plus en plus marqué, de l'émigration. Le Reich devient même un pays d'immigration : les étrangers installés en Allemagne passent de 780 000 (1900) à 1 260 000 (1910). En 1910, les Polonais constituent presque la moitié des étrangers ; 800 000 travailleurs saisonniers, des Slaves surtout, viennent fournir la main-d'œuvre nécessaire aux junkers.

## La métamorphose de Berlin

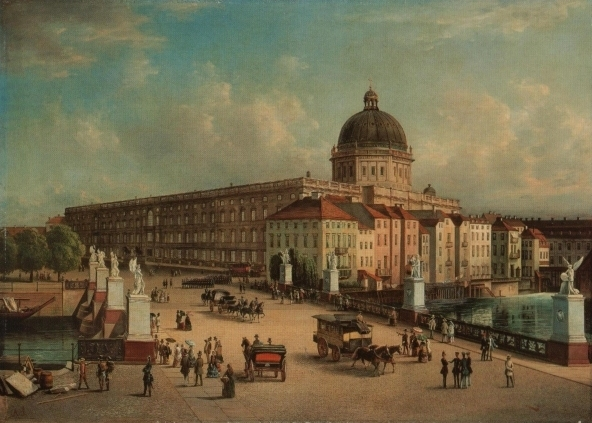
Peinture du château de Berlin, faite au XIXe siècle par un artiste anonyme.

Berlin, qui était la capitale de la Prusse, devint capitale de la confédération de l'Allemagne du Nord puis capitale de l'Empire allemand en 1871. La ville s'était déjà embellie aux XVIIe et XVIIIe siècles, notamment avec Charlottenbourg, avec le palais de Potsdam, avec de nombreux parcs et autres embellissements. Entre 1830 et 1850, Berlin se couvre de nouveaux palais de style classique et de nombreuses académies.
En 1858, Guillaume Ier assure la régence de son frère malade. Il devient roi en 1861. Berlin s'agrandit alors de plusieurs faubourgs et compte 524 000 habitants. Le bourgmestre libéral, Seydel, fait tout pour favoriser une industrie berlinoise où les grands entrepreneurs tiennent le haut du pavé : Borsig, Siemens, qui, après le télégraphe, développe le principe de la dynamo, Emil Rathenau, président de la Société berlinoise d'électricité (future AEG). Le conseiller à la Construction James Hobrecht remplace le vieux mur d'enceinte par un boulevard circulaire, que les installations ferroviaires à l'ouest empêchent toutefois de boucler totalement. En 1866, le nouveau chancelier Otto von Bismarck inaugure la nouvelle synagogue d'Oranienburger Strasse, marquant ainsi son intérêt pour l'émancipation des Juifs, qui se traduit en 1869 par la promulgation d'une « loi sur l'égalité des confessions », étendue à l'ensemble du Reich.
Lors du versement des cinq milliards de francs-or de réparation par la France en 1871, l'économie berlinoise fait un formidable bond en avant. Le « temps des fondateurs » de l'Empire (Gründerzeit) s'ouvre sur une orgie de constructions de styles plus qu'éclectiques. Le néo-gothique et la brique triomphent : les flèches de cathédrale, les pignons crénelés qui hérissent les usines et les sièges sociaux des grandes entreprises font de leurs dirigeants de véritables « junkers citadins ». Le pont d'Oberbaum, le musée de la Marche, les tribunaux et les nouvelles mairies d'arrondissement, construites vers 1900, seront de la même facture. Parfois un chef-d'œuvre émerge, comme le labyrinthe de pierre du hall d'entrée de l'hôtel de ville de Köpenick (1903) ou les délicates crènelures du tribunal administratif de Wedding (1904) mélange de gothique flamboyant et de Jugendstil (style jeunesse).

## Le système politique
L'Empire allemand a été organisé par la constitution du 16 avril 1871, modifiée le 19 mars 1888. Elle repose, pour une large partie, sur la constitution de la confédération de l'Allemagne du Nord qui était une œuvre d'Otto von Bismarck.
L'empereur allemand est le chef de l'armée et de la marine ; il promulgue les lois et dirige la diplomatie. Il nomme un chancelier impérial (Reichskanzler), qui n'est responsable qu'envers lui, c'est-à-dire qu'il ne dépend pas du parlement élu. C'est, en réalité, le chancelier qui est le maître absolu de l'administration impériale et du gouvernement, puisqu'il préside le Bundesrat ; ministre unique, il décide de l'orientation de la politique et il propose à l'empereur la nomination ou la révocation des secrétaires d'État, des hauts fonctionnaires qui dirigent selon ses ordres les administrations gouvernementales. Les chanceliers sont aussi ministres-présidents de la Prusse.
Le Bundesrat, représenté des gouvernements des vingt-cinq États, qui compte soixante et un représentants, dont trois pour l'Alsace-Lorraine, présidée par le chancelier impérial. Elle vote les lois, élabore le budget et contrôle les finances. La Prusse y dispose d'une minorité de blocage et peut imposer son point de vue au reste de l'Empire.
Le Reichstag est élu pour trois ans, puis à partir de 1888 pour cinq ans. Il représente le peuple, est élu au suffrage universel mais n'a aucun moyen d'action sur le chancelier.

## Politique diplomatique

### Rapprochement avec l'Empire austro-hongrois
Le 7 octobre 1879 est un accord — connu sous le nom de « Duplice » — est scellé par traité, entre l'Empire allemand et l'Autriche-Hongrie.

### WeltpolitikdeGuillaumeII
En 1890, Leo von Caprivi succède à Otto von Bismarck, le « chancelier de fer », écarté du pouvoir par Guillaume II. Dès son accession au pouvoir, il signe avec le Royaume-Uni un traité qui suscite la colère des lobbys colonialistes par lequel, en échange de vagues zones d'influences en Afrique, mais surtout de l'îlot stratégique d'Heligoland en mer du Nord, l'Empire allemand renonce au sultanat de Witu, à la côte des Somalis, et reconnaissait le protectorat britannique sur Zanzibar.

#### Rivalité navale anglo-allemande
À la fin du XIXe siècle, l'Empire britannique, première puissance navale et coloniale de l'époque, tient à confirmer la supériorité de sa Royal Navy. En 1888, la peur d'un conflit naval avec la France et l'accroissement de la flotte russe font redémarrer la construction navale : le British Naval Defence Act de 1889 entraîne la construction de huit nouveaux cuirassés britanniques. Dans ces dernières années du XIXe et au tout début du XXe siècle, la course à la construction des cuirassés est attisée par l'opposition entre le Royaume-Uni et l'Allemagne. Les lois allemandes de 1898 et 1900 autorisent la construction d'une flotte de 38 cuirassés, ce qui menace l'équilibre naval. Si la Grande-Bretagne répond par davantage de nouveaux navires, elle n'en a pas moins perdu une grande partie de sa suprématie. En 1883, le Royaume-Uni possède 38 cuirassés, deux fois plus que la France et à peu près autant que le reste du monde réuni.

#### La crise marocaine (1905-1906)
En 1893, Caprivi est à son tour remplacé au poste de chancelier impérial, changement politique qui marque une nouvelle orientation dans la politique diplomatique et coloniale du versatile Guillaume II. Dès ce moment la course aux colonies s'accélère et l'Empire allemand en Afrique se consolide.

#### Rapprochement avec l'Empire ottoman
Au XIXe siècle, l'Empire ottoman – surnommé « l'homme malade de l'Europe » par l'empereur russe Nicolas Ier en 1853, lors d'une conversation avec l'ambassadeur britannique – diminue territorialement, mais entame un processus de modernisation afin de retrouver sa puissance et sa prospérité d'antan.
En 1913, la défaite ottomane lors de la deuxième guerre balkanique amène les Jeunes-Turcs (Parti Union et Progrès) au pouvoir. Leur volonté de relever l'Empire les entraîne dans l'alliance avec l'Empire allemand.

## La société allemande: la caste dirigeante

### L'empereur

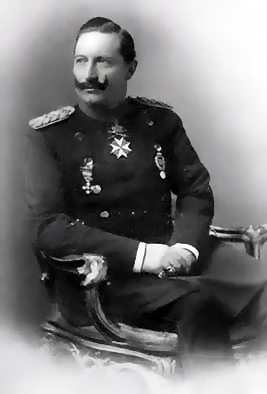
Guillaume II en uniforme.

Trois empereurs se succédèrent de 1871 à 1918. Guillaume Ier (1797-1888), roi de Prusse depuis 1861, n'avait tout d´abord pas voulu être empereur, s´adonna donc surtout à son royaume et ordonna à Bismarck la direction de l'Empire allemand. À sa mort, son fils Frédéric III (1831-1888) monta sur le trône mais ne régna que quelques mois. On le disait favorable au libéralisme mais frappé par la maladie il mourut avant d'entreprendre de vastes changements. Il en alla tout autrement pour Guillaume II (1859-1941). Lorsqu'il accède à la dignité impériale, il est âgé de 29 ans et régnera 30 ans sur la Prusse et le Reich. Jeune et impétueux, il aspire à gouverner par lui-même, et, en 1890, Bismarck finit par démissionner. Les chanceliers qu'il nommera par la suite ne seront que les instruments dociles de sa volonté. Dans ce Reich qui est encore une monarchie semi-féodale, l'empereur va imposer ses conceptions personnelles à des chanceliers et secrétaires d'État pusillanimes, choisis pour leur connaissance de la bureaucratie plus que pour leurs qualités politiques.
Personnalité complexe, esprit doué mais impulsif, vaniteux, despotique, il ne supporte pas ceux qui osent le critiquer et entend tout régenter : le conflit avec Bismarck était donc inévitable. Complexé par un bras gauche atrophié, Guillaume II essaie de compenser ce handicap par une agitation fébrile et brouillonne (il voyage constamment, prononce d'innombrables discours, change d'uniforme plusieurs fois par jour…), et par l'affirmation incessante de la grandeur de l'Allemagne pour laquelle il revendique une « place au soleil ». Personnalité « médiatique » avant l'heure, il est omniprésent, par ses discours, ses interviews retentissantes et par le culte dont il fait l'objet : portraits, souvenirs commémoratifs, et jusqu'à son port de moustaches que ses sujets s'empressent d'imiter.
Plus que tout autre souverain allemand, Guillaume II aura su être en adéquation avec les aspirations de son peuple et s'identifier au désir de reconnaissance et aussi d'expansion de la nouvelle Allemagne impériale (à qui on a pu donner le nom d'Allemagne wilhelmienne, Wilhelm signifiant Guillaume). Il a su cristalliser sur sa personne les peurs et les désirs de ses sujets, et a, aux yeux de l'étranger, souvent personnifié un aspect agressif du nationalisme allemand.

### Les princes souverains
Quatre royaumes, six grands-duchés, cinq duchés et sept principautés, ont, dans ce nouveau Reich, conservé d'importantes prérogatives. Si Berlin va progressivement devenir la capitale politique et économique de l'Allemagne, les capitales des États souverains perpétuent la tradition culturelle des Residenzstädte (de). Les rois de Saxe essayèrent de maintenir la grande tradition qui avait fait de Dresde un des plus importants centres artistiques d'Allemagne. Le duc de Saxe-Meiningen pouvait se vanter d'accueillir dans sa résidence une des meilleures troupes de théâtre d'Allemagne. Munich était un des centres artistiques et intellectuels de tout premier plan qui cherchait à contrebalancer l'influence de Berlin.
Mais à côté de ces États brillants, dans lesquels se développait une vie politique active, existaient des États beaucoup plus rétrogrades, comme les deux duchés de Mecklembourg (Schwerin et Strelitz), restés à l'écart des grandes transformations politiques et économiques du XIXe siècle.
Si les princes régnants surent demeurer très populaires parmi leurs sujets, c'est qu'ils incarnaient une légitimité parfois teintée du particularisme, comme en Bavière, et qu'ils perpétuaient aussi une tradition culturelle qui s'opposait aux appétits hégémoniques de la Prusse. Par l'intermédiaire du Bundesrat, ils surent mettre en échec les velléités centralisatrices du Reich.
Néanmoins, les grandes mutations que connut l'Allemagne dans les deux dernières décennies du siècle se firent sans eux. L'essor industriel, le développement des grands centres urbains, l'expansion commerciale ont modelé une Allemagne nouvelle, fort différente des traditions archaïques et désuètes que pouvait incarner l'Allemagne des Princes.

### Les chanceliers impériaux
| Titulaire | Titulaire | Titulaire                                            | Mandat                                    | Parti          | Note |
| --------- | --------- | ---------------------------------------------------- | ----------------------------------------- | -------------- | --- |
|           |           | Prince Otto von Bismarck 1815-1898                   | Du 22 mars 1871 au 20 mars 1890           | Sans étiquette | Bismarck fut ministre-président et ministre des Affaires étrangères du royaume de Prusse de 1862 à 1890, ainsi que chancelier confédéral de 1867 à 1871 et chancelier impérial de 1871 à 1890. |
|           |           | Comte Leo von Caprivi 1831-1899                      | Du 20 mars 1890 au 26 octobre 1894        | Sans étiquette | |
|           |           | Prince Clovis de Hohenlohe-Schillingsfürst 1819-1901 | Du 29 octobre 1894 au 19 octobre 1900     | Sans étiquette | |
|           |           | Prince Bernhard von Bülow 1849-1929                  | Du 16 octobre 1900 au 13 juillet 1909     | Sans étiquette | |
|           |           | Theobald von Bethmann Hollweg 1856-1921              | Du 14 juillet 1909 au 13 juillet 1917     | Sans étiquette | |
|           |           | Georg Michaelis 1857-1936                            | Du 14 juillet 1917 au 31 octobre 1917     | Sans étiquette | |
|           |           | Comte Georg von Hertling 1843-1919                   | Du 1er novembre 1917 au 30 septembre 1918 | Sans étiquette | |
|           |           | Prince Max de Bade 1867-1929                         | Du 3 octobre 1918 au 3 novembre 1918      | Sans étiquette | |

## Forces armées impériales
La confédération d'Allemagne du Nord entretient une force armée, le Reich en reprend le principe et les modalités d'organisation.
Le nombre de ses soldats est fixé par la constitution à 1 % de la population totale de l'Empire relevée lors du dernier recensement.
Le budget pour l'entretien de cette armée impériale est adopté par le parlement dans le cadre d'une programmation pluriannuelle et est fixé par la constitution à un montant par habitant de l'Empire à 225 thalers par an et par homme mobilisé.

## Empire colonial

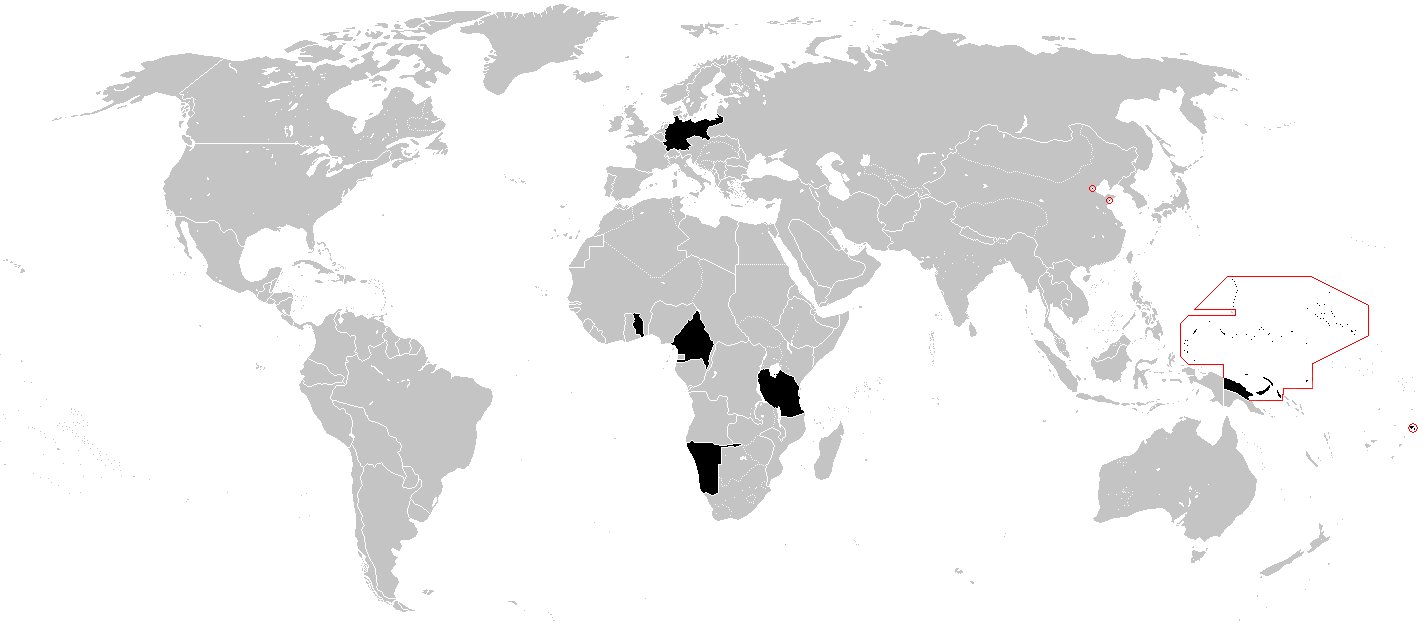
Apogée de l'empire colonial allemand en 1914.

L'Allemagne s’empare des actuels Cameroun, Togo, Tanzanie et Namibie en Afrique, ainsi que des îles Carolines, îles Marshall, îles Mariannes, Palaos, Nauru, îles Truk et de la Nouvelle-Guinée allemande dans le Pacifique. Les populations de ces colonies sont condamnées aux travaux forcés et doivent fournir les matières premières pour l’industrie allemande.
L'Allemagne est en particulier intéressée par le potentiel agricole du Cameroun et confie à de grandes firmes le soin de l'exploiter et de l'exporter. Le chancelier Bismarck définit l'ordre des priorités comme suit : le marchand d'abord, le soldat ensuite. Ce serait en effet sous l'influence de l'homme d'affaires Adolph Woermann, dont la compagnie a implanté une maison de commerce à Douala, que Bismarck, d’abord sceptique sur l’intérêt du projet colonial, s'est laissé convaincre. De grandes compagnies commerciales allemandes (Woermann, Jantzen und Thoermalen) et compagnies concessionnaires (Sudkamerun Gesellschaft, Nord-West Kamerun Gesellschaft) s'implantent massivement dans la colonie. Laissant les grandes compagnies imposer leur ordre, l'administration se contente de les épauler, de les protéger, et de tenter d'éliminer les rébellions indigènes. L'Allemagne envisage de se bâtir un grand empire africain, qui relierait, à travers le Congo, le Kamerun à ses possessions d'Afrique orientale. « Le Congo belge, indique le ministre allemand des Affaires étrangères peu avant la Première Guerre mondiale, est une trop grande colonie pour un trop petit pays ».
La colonisation de la Namibie donne lieu au premier génocide du XXe siècle. L’Allemagne impériale organise la destruction systématique des populations Héréros qui représentent alors 40 % de la population.